# عزلة بني أسعد (ذمار)

تعديل مصدري - تعديل

عزلة بني أسعد هي إحدى عزل مديرية جبل الشرق في محافظة ذمار اليمنية ويبلغ تعداد سكانها 11102 نسمة حسب التعداد السكاني في اليمن لعام 2004.